# Nyctemera personata
Nyctemera personata là một loài bướm đêm thuộc phân họ Arctiinae, họ Erebidae.